# هیوز اچ-۴ هرکولس

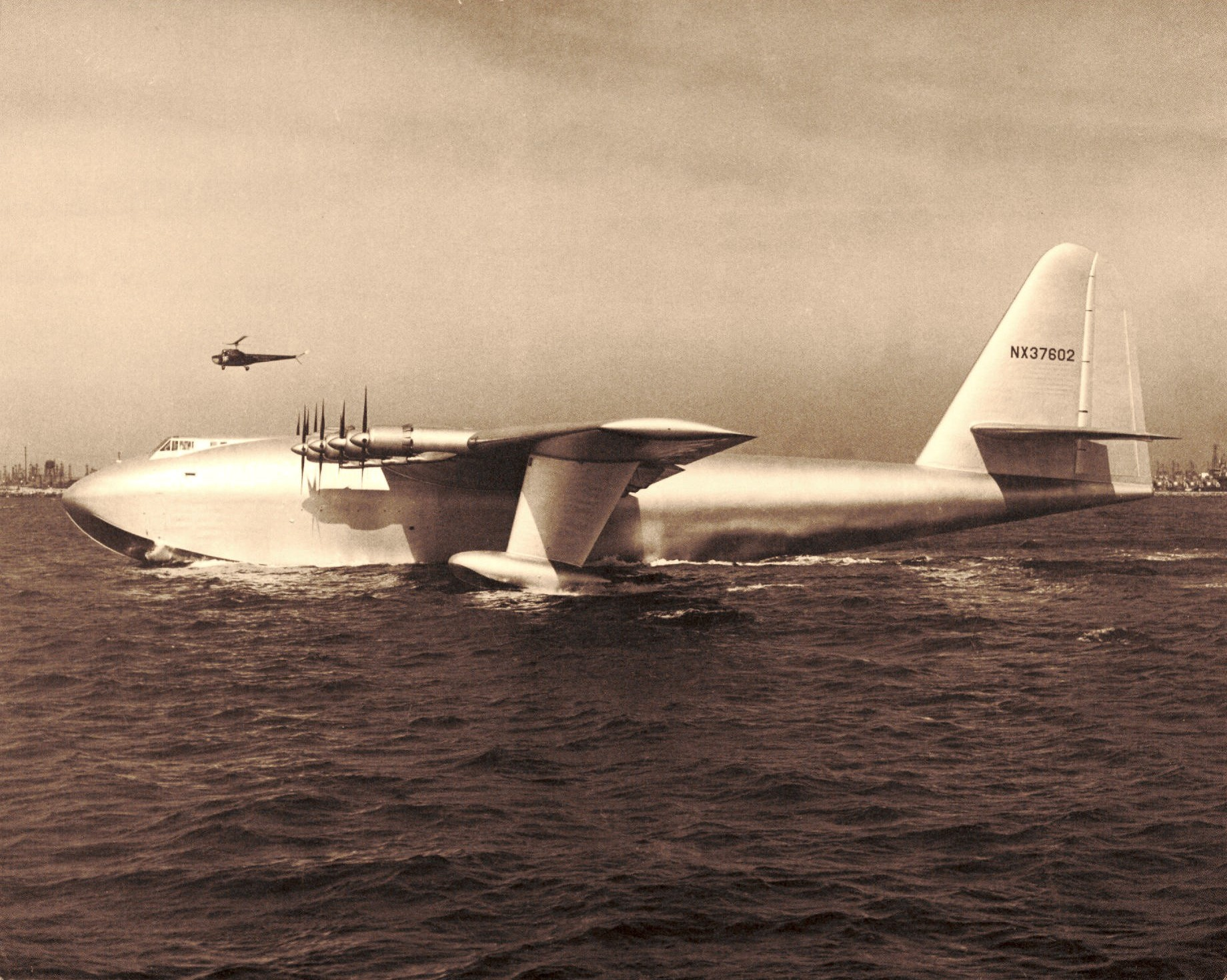
اچ-۴ هرکولس

هیوز اچ-۴ هرکولس (انگلیسی: Hughes H-4 Hercules) یک هواپیمای استراتژیک قایق پرنده بود که توسط شرکت هواپیماسازی هیوز ساخته و تولید شد. این هواپیما با هدف ترابری هوایی برای خدمت در دوران جنگ جهانی دوم درمسیر تولید قرار گرفت اما روند تکمیل آن طولانی شد و توفیق حضور در جنگ را نیافت. این هواپیما فقط یک پرواز کوتاه در دوم نوامبر ۱۹۴۷ انجام داد و پروژه هرگز فراتر از تک نمونه تولیدی نرفت. بابت کاهش وزن هواپیما و همین‌طور محدودیت‌های استفاده از آلمینیوم در طول جنگ عمده بخش‌های هواپیما از چوب صنوبر ساخته شد. این هواپیما یکی از بزرگترین هواپیماهایست که تاکنون ساخته شده و پهنای بال آن نیز بلندترین نمونه جهانی تا ۱۳ آوریل ۲۰۱۹ محسوب می‌شد. از آن تاریخ به بعد لقب پهن بالترین هواپیمای جهان به اسکیلد کامپوزیتس استراتولانچ اختصاص یافت. این هواپیما تا امروز در شرایط مناسبی نگه داری شده و در موزه هوانوردی و فضایی ایون گرین در معرض نمایش عموم قرار دارد.